# După 28 de ani
După 28 de ani (titlu originar în engleză 28 Years Later) este un film de poveste inițiatică⁠(d) (coming-of-age) thriller de groază postapocaliptic cu zombi SF americano-britanic din 2025, regizat de Danny Boyle, cu Aaron Taylor-Johnson, Ralph Fiennes, Jodie Comer și Jack O'Connell. Este al treilea film din seria După 28 de zile, după După 28 de zile (2002) și După 28 de săptămâni (2007).
Acțiunea are loc la douăzeci și opt de ani după ce virusul rabiei a scăpat dintr-un laborator de cercetare medicală. Supraviețuitorii au găsit o modalitate de a supraviețui printre cei infectați. Un grup trăiește pe o mică insulă legată la continent printr-un singur drum pietruit, puternic apărat. Când un tată și un fiu părăsesc insula pentru o misiune în inima întunecată a continentului, ei descoperă secretele, minunile și ororile lumii exterioare.
Filmul este considerat primul dintr-o trilogie nouă. Filmările pentru al doilea film, După 28 de ani: Templul oaselor (28 Years Later: The Bone Temple), au început la sfârșitul anului 2024 (concomitent cu primul) și va fi lansat în 2026. Producția celui de-al treilea film va depinde de succesul primelor două.

## Rezumat
În 2002, în timpul izbucnirii inițiale a Virusului Furiei, un băiat pe nume Jimmy Crystal fuge din casa sa din Munții Scoției, deoarece familia sa a fost atacată de cei infectați. Se refugiază în biserica locală unde se află tatăl său, preotul, dar îl găsește rugându-se în extaz, deoarece interpretează virusul ca pe un vestitor al vremurilor din urmă și al Zilei Judecății. Tatăl lui Jimmy îi lasă moștenire un colier cu cruce și îl ajută să ajungă în siguranță înainte de a se supune celor infectați care intră în biserică.
Douăzeci și opt de ani mai târziu, Virusul Furiei a fost eradicat din Europa continentală, în timp ce Insulele Britanice rămân în carantină pe termen nelimitat, cu puțini supraviețuitori. O comunitate civilizată a supraviețuit pe insula sfântă Lindisfarne, apărată în mod natural de Marea Britanie printr-un dig care se inundă odată cu mareele. Printre supraviețuitori se numără Jamie, un gunoier; soția sa, Isla, care are o boală necunoscută care o afectează mintal; și fiul lor de 12 ani, Spike. Jamie și Spike traversează Marea Britanie continentală într-un ritual de vânătoare de maturizare.
Pe continent, cei doi găsesc un infectat legat și însemnat cu numele „Jimmy” și întâlnesc o haită mare de infectați condusă de un „Alfa”, un infectat evoluat, mai puternic și mai inteligent. Sunt forțați să se adăpostească noaptez în podul unei căsuțe dărăpănate, unde Spike observă bărci străine în patrulare de carantină și un incendiu mai în interiorul continentului. Când podul se prăbușește brusc, Alfa îi urmărește pe Jamie și Spike pe drumul parțial inundat, până când santinelele satului îl opresc cu o balistă.
Satul ține o petrecere pentru Spike, celebrând prima sa ucidere a unui infectat. Spike se supără pentru că Jamie a înfrumusețat detaliile călătoriei și pleacă, descoperind aventura lui Jamie cu Rosie, învățătoarea satului. Acasă, discută despre incendiu cu prietenul familiei, Sam, care dezvăluie existența Dr. Ian Kelson, un fost medic de familie aflat în exil. A doua zi dimineață, Spike îl confruntă pe Jamie cu privire la refuzul său de a cere îngrijiri medicale pentru Isla, precum și pentru infidelitatea sa. Jamie insistă că Kelson, obsedat de cadavre, este prea instabil mintal pentru a o ajuta. Neconvins, Spike plănuiește să-și ducă mama de pe insulă. El dă foc pe ascuns unui hambar pentru a-i distrage pe localnici în timp ce se furișează cu Isla pe continent.
Adăpostindu-se într-o biserică în ruine, Spike adoarme în timpul gărzii și este atacat de un infectat, dar Isla îl ucide într-o stare disociativă. A doua zi, Spike și Isla sunt salvați de un grup de infectați de marinarul suedez Erik Sundqvist, singurul supraviețuitor de pe o barcă de patrulare NATO blocată în carantină, care li se alătură expediției. Isla descoperă o însărcinată infectată și o ajută să nască o fetiță neinfectată. Erik, paranoic, o ucide pe mamă și amenință că îi va ucide pe Isla și Spike pentru că îl protejează pe nou-născut, dar tatăl Alfa apare și îl decapitează.
Dr. Kelson apare și îl supune pe Alfa, pe care l-a numit Samson, cu o pușcă de aer și o săgeată cu morfină-xilazină. Kelson conduce grupul la un monument pe care l-a construit din oase umane de la incinerări. El explică conceptul funerar de memento mori, își exprimă dezamăgirea față de neînțelegerea de către săteni a eforturilor sale de antreprenor funerar și adaugă în monument craniul lui Erik.
Examinând-o pe Isla noaptea, Kelson deduce că are cancer în fază terminală. În timp ce Spike este șocat de veste, Kelson îl consolează, sfătuindu-l să-și amintească de dragostea mamei sale. Isla își acceptă mortalitatea și își aranjează eutanasia, după care Kelson îi dă craniul lui Spike pentru a-l așeza în vârful monumentului.
Când Samson se infiltrează în sanctuar, Spike îl respinge, salvând viața lui Kelson. Kelson îl încurajează pe Spike să meargă acasă cu bebelușul spunându-i lui Spike: memento amoris. În schimb, Spike o lasă la poarta satului și se întoarce pe continent, încă dezamăgit. Jamie citește un bilet de la Spike care dezvăluie că a numit-o pe fată după Isla și promite că va reveni când va fi gata. Jamie încearcă să o urmeze, dar este blocat de mareea care crește.
Douăzeci și opt de zile mai târziu, în timp ce Spike este urmărit de o bandă de infectați, este salvat de un cult îmbrăcat în treningul lui Jimmy Savile și întâmpinat de liderul lor, un Jimmy adult, cu colierul său acum cu crucea inversată⁠(d).

## Distribuție
- Alfie Williams – Spike, fiul de 12 ani al lui Jamie și Isla
- Jodie Comer – Isla, soția lui Jamie, care se luptă cu o boală misterioasă
- Aaron Taylor-Johnson – Jamie, un gunoier și soțul Islei
- Ralph Fiennes – Dr. Ian Kelson, fost medic și supraviețuitor al epidemiei
- Edvin Ryding – Erik Sundqvist, un soldat suedez
- Chi Lewis-Parry – „Samson”, un lider Alfa impunător din punct de vedere fizic al celor infectați
- Christopher Fulford – Sam, un prieten de-al lui Jamie și rezident al insulei
- Stella Gonet – Jenny, membră a consiliului de conducere al insulei
- Jack O'Connell – Sir Jimmy Crystal, liderul cultului „Jimmy”, inspirat de Jimmy Savile și supraviețuitor al epidemiei inițiale.
  - Rocco Haynes – tânărul Jimmy